# Collected (Boudewijn de Groot)
Collected is een verzamelalbum van Boudewijn de Groot dat in september 2016 verscheen. De 3-cd-box bevatte 64 nummers uit de periode tussen 1964 en 2015. De hoestekst was geschreven door Frits Spits. “Deze collectie liedjes is het leven van Boudewijn dat deel is gaan uitmaken van ons eigen leven," schreef hij.

## Achtergrond
Het album maakte deel uit van een serie verzamelaars onder dezelfde titel die door platenmaatschappij Universal Music werd uitgebracht. Elke editie bestond uit drie cd's.
Naast de bekende hits bevatte Boudewijn's Collected ook veel nummers uit recentere albums die geen hitsingles waren geworden. Uit alle 12 studio-albums van Boudewijn waren nummers getrokken, plus vier van eerder verschenen live-cd's. Daar stonden ook weer een paar hits tegenover die juist géén deel uitmaakten van deze verzamelaar, zoals Waterdrager en Ik ben ik.

## Uitgaves
Enkele weken na de release can Collected verscheen ook een uitgebreidere vinyl versie, getiteld Compleet. Deze bestond uit 13 vinyl lp's (alle studio-albums plus een lp met nummers die niet op een album verschenen waren). Deze box was uitgebracht in een beperkte oplage van 500 exemplaren.
Collected en Compleet waren de eerste belangrijke verzamelaars van De Groot sinds de 12-cd-box Complete studio opnamen & curiosa uit 2009. Eerdere belangrijke verzamelaars waren Toen & Nu uit 2003 en Wonderkind aan het strand uit 1996.

## Tracklisting
CD 1:
1. Een Meisje Van Zestien
2. De Vrienden Van Vroeger
3. Voor De Overlevenden
4. Woningnood
5. Strand
6. Vrijgezel
7. Onder Ons
8. Welterusten Mijnheer De President
9. Naast Jou
10. Verdronken Vlinder
11. Beneden Alle Peil
12. De Kinderballade
13. Het Land van Maas en Waal
14. Wat Geweest Is, Is Geweest
15. Eva
16. Picknick
17. Ballade Van De Vriendinnen Van Eén Nacht
18. Jimmy
19. Onderweg
20. Tante Julia (Albumversie)

CD 2:
1. Wegen
2. Moeder
3. Als De Rook Om Je Hoofd Is Verdwenen
4. Aeneas Nu
5. Een Tip Van De Sluier
6. De Zwemmer
7. Kindertijd
8. De Laatste Vrouw
9. Vertrek
10. Een Slag Zo Zwaar Verloren
11. Vlucht In De Werkelijkheid
12. Een Wonderkind Van 50
13. Als Jij Niet Van Mij Houdt
14. De Slaap
15. Eeuwige Jeugd
16. Avond
17. De Engel Is Gekomen

CD 3:
1. De Vondeling Van Ameland
2. Berlijn
3. Het Land Van Koning Jan
4. Lage Landen
5. Achter De Hemelpoort
6. Spelende Meisjes
7. Op Weg Naar Mijn Lief
8. Geen Uitzicht
9. Anamorfose
10. Witte Muur
11. Piëtà
12. Heemsteedse Dreef
13. Nergens Heen (Live)
14. Leonardo (Live)
15. Telkens Weer (Live)
16. Tuin Der Lusten (Live 1996 "Een Hele Tour" Versie)
17. Testament (Live 1997 "Een Hele Tour" Versie)